# Francisco Lacoma Sans

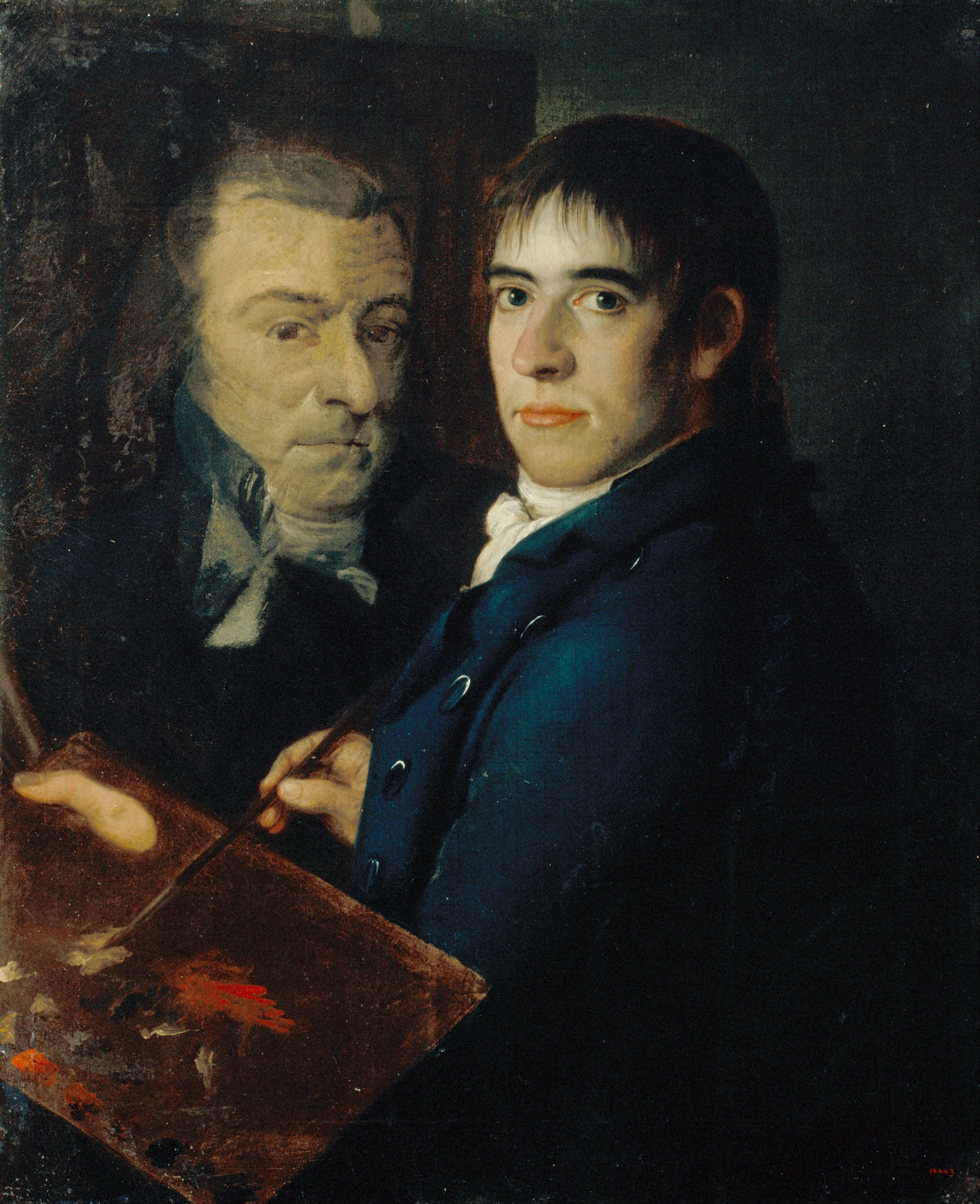
Autorretrato, 1805, óleo sobre lienzo, 68,5 x 57 cm, Barcelona, Museu Nacional d'Art de Catalunya en depósito de la Reial Académia de Belles Arts de Sant Jordi.

Francisco Lacoma Sans (Barcelona, 1784-Madrid, 1812), pintor español. 
Formado en la Escola de Nobles Arts de Barcelona, en 1802 obtuvo de la propia escuela una pensión para proseguir sus estudios en Madrid, en la Real Academia de Bellas Artes de San Fernando, bajo la dirección de Mariano Salvador Maella. En los años posteriores se dedicó principalmente a la copia de grandes maestros, remitiendo con regularidad sus trabajos a la Reial Acadèmia Catalana de Belles Arts de Sant Jordi, donde se conservan, entre otros, una Magdalena penitente y su pareja, San Juan Bautista en el desierto, fechado en 1804, copias de Anton Raphael Mengs, una copia del Cristo crucificado de Alonso Cano y otra del San Pablo ermitaño de José de Ribera. En 1808 ganó el premio de primera clase de pintura en la Academia de San Fernando por un óleo dedicado a la victoria del Gran Capitán en Taranto, obra perdida. 